# Уральская епархия (РПСЦ)
Не путать с Уральской епархией, существовавшей до 1930-х годов с центром в городе Уральск. См. Казахстанская епархия
Ура́льская епа́рхия — епархия Русской православной старообрядческой церкви на территории Пермского края, республики Башкортостан, Свердловской, Челябинской, Курганской и Оренбургской областей с кафедрой в городе Пермь.

## История
9 января 1857 года во епископа Пермского был Геннадий был посвящён Геннадий (Беляев). Центром обширного региона, порученного его ведению, должен был стать Екатеринбург, в котором к тому времени уже проживало несколько десятков сторонников белокриницкой иерархии. Резонно опасаясь преследований со стороны властей, епископ Геннадий постоянно путешествовал по Пермской, Оренбургской, Вятской и Тобольской губерниям. Разъезжая по заводам и деревням, он с необычайной энергией занимался формированием местных структур «австрийской» Церкви. За короткое время ему удалось поставить для епархии одного архимандрита, 23 священников и 4 диаконов. Такая активная деятельность вызвала недовольно властей, и уже в 1859 году он был задержан на Юго-Кнауфском заводе Осинского уезда Пермской губернии. Однако ему удалось бежать. Епископ Геннадий продолжал путешествовать по своей епархии, скрываясь от полиции.
После ареста Геннадия Пермская старообрядческая епископия считалась вакантной, поэтому на некоторое время главным среди «австрийцев» края оказался старший по иерархии — новый епископ Тобольский Саватий (Левшин), который должен был управлять колоссальной по размеру территорией от Вятки до Тихого океана. По этой причине Уральские старообрядцы Белокриницкой иерархии не были избалованы вниманием Савватия. Когда они окончательно удостоверились в том, что Геннадий покинул их на долгое время, начались поиски достойной ему замены. Однако дело затянулось, и только после того, как екатеринбургские «австрийцы» в январе 1864 году направили «покорнейшее прошение» в Московский Духовный Совет, временное управление Пермской епархией было поручено Оренбургскому епископу Константину (Коровину).
15 октября 1885 года во епископа с титулом «Пермский и всея Сибири» был хиротонисан священноинок Мефодий (Екимов). Его резиденция находилась в 80 верстах от Томска, в Михаило-Архангельском старообрядческом монастыре, который он покидал редко. В августе 1892 года Мефодий был арестован в Иркутске, был осужден и отправлен в ссылку в Вилюйск, где и скончался 10 мая 1894 года. В 1894 году старообрядческую Церковь на Урале и в Сибири возглавил епископ Антоний (Поромов).
До 1930-х Пермь являлась центром Пермско-Тобольской старообрядческой епархии, последний епископ которой Амфилохий был арестован в 1933 году, церковное имущество было конфисковано. Старообрядцы были вынуждены ездить на молитву в окрестные города и деревни.
На 1985 год на территории современной Уральской епархии епархии существовали лишь официально зарегистрированные общины: в городе Верещагино, деревне Агеевка
Верещагинского района Пермской области и селе Пристань Артинского района Свердловской области. Эти приходы окормлял один священник — о. Валерий Шабашов и с 1989 года — о. Иоанн Устинов. Все три общины на 90 % состояли из тех христиан, которые были белокриницкими по своему семейному происхождению.
Освященный Собор 20-22 октября 1999 году утвердил Уральскую епархию в границах Пермской области, Башкирии, Челябинской, Оренбургской, Свердловской, Курганской, Коми-Пермятского автономного округа. В качестве кафедрального был утверждён собор во имя святых Апостол Петра и Павла в Перми.
Решением Освященного Собора 14-16 сентября 2006 года постановлено: «в связи с административной принадлежностью г. Чайковский Пермской области перевести приход г. Чайковский из Казанско-Вятской епархии в Уральскую епархию».
На 2007 год в епархии насчитывалось 21 официально зарегистрированная и 3 незарегистрированных общин и один незарегистрированный скит. В епархии несли служение 9 священников и один диакон.

## Епископы
Пермская епархия
- Геннадий (Беляев) (9 января 1857 — 3 октября 1862)
- Саватий (Левшин) (1862—1864) в/у, еп. Тобольский
- Константин (Коровин) (1864 — 18 сентября 1881) в/у, еп. Оренбургский
- Мефодий (Екимов) (15 октября 1885 — 10 мая 1894)
- Антоний (Поромов) (14 июля 1894 — 19 сентября 1918)
- Амфилохий (Журавлёв) (1918—1920) в/у, еп. Уральский
- Иоаникий (Иванов) (21 ноября 1920 — 30 мая 1930)
- Амфилохий (Журавлёв) (1930 — 1 ноября 1937)

Уральская епархия
- Алимпий (Гусев) (22 октября 1999 — 31 декабря 2003) в/у, митр. Московский
- Андриан (Четвергов) (12 февраля 2004 — 10 августа 2005) в/у, митр. Московский
- Корнилий (Титов) (23 октября 2005 — 18 октября 2018) в/у, митр. Московский
- Евфимий (Дубинов) (18 октября 2018 — 20 октября 2021) в/у, еп. Казанский и Вятский
- Корнилий (Титов) (с 20 октября 2021) в/у, митр. Московский

## Современное состояние
- Кафедральный храм — храм Святителя Стефана Пермскаго (Пермь)
- Иконом епархии — иерей Родион Чумаков
- Благочинный Пермского края — протоиерей Валерий Шабашов
- Благочинный Свердловской и Челябинской областей — протоиерей Михаил Татауров
- Благочинный Оренбургской области и Республики Башкортостан — протоиерей Владимир Гошкодеря

Периодические издания:
- Группа Уральской епархии в ВК: https://vk.com/club101435417
- газета Уральской епархии «Старовер Верхокамья»;
- газета Свято-Троицкой общины села Пристань «Община»

Ежегодно в середине декабря в г. Перми проводятся старообрядческие Аввакумовские чтения.